# Muthigepura, Mudigere
Muthigepura là một làng thuộc tehsil Mudigere, huyện Chikmagalur, bang Karnataka, Ấn Độ.